# Ximo Rovira
Joaquín «Ximo» Rovira Coca (Madrid, 10 de octubre de 1961) es un presentador de televisión español.

## Trayectoria
Aunque nació en Madrid, su familia paterna vivía en  Gandía (Valencia) En Gandía fijó la familia su residencia cuando Ximo contaba con 6 años. Aquí estudió en los jesuitas del Palacio Ducal donde tomó su primera comunión. Posteriormente cursó sus estudios de EGB en el Colegio Cristo Rey y más tarde BUP y COU en el Instituto Ausiàs March también de Gandía.
Sus primeros pasos profesionales fueron precisamente en esta localidad, donde trabajó en la emisora local de la Cadena SER entre 1984 y 1989.
En 1990 se incorporó a un recién creado Canal Nou, televisión autonómica de la Comunidad Valenciana, donde presentó el concurso Tria Tres bajo dirección de Sergi Schaaff. En 1991-1992 colaboró en el espacio Olé tus vídeos de Gestmusic, presentado por Rosa María Sardà y emitido por cinco canales autonómicos.
En los siguientes años continuó trabajando tanto en Canal 9 (junto a Nuria Roca) como en la radio autonómica valenciana Nou Ràdio. La popularidad más allá de tierras valencianas le llegó a partir de 1997 cuando las televisiones autonómicas Canal Nou y Telemadrid , además de múltiples cadenas locales de toda España, comenzaron a emitir el programa sobre actualidad rosa Tómbola en el que colaboraban entre otros Jesús Mariñas, Karmele Marchante o Lydia Lozano y que se mantuvo en pantalla hasta 2004 con excelentes resultados de audiencia, pese a sus, en ocasiones, polémicos contenidos. Además, entre 1999 y 2000 presentó en Telemadrid el concurso vespertino Adivina, adivinanza, en sustitución de Carlos Lozano. 
Al finalizar Tómbola dirigió el programa Escàner. Posteriormente continuó en la cadena valenciana con el magacín vespertino El cafè de Ximo (2003-2004). Canal Nou ofreció al popular presentador Xamba, un concurso diario de sobremesa con la participación de niños.
En 2007, dio el salto a la televisión de ámbito nacional, con el reality show de Antena 3 Television, Unan1mous, que obtuvo pobres índices de audiencia. Entre 2007 y 2009 y en la misma cadena, sustituyó a Jaime Cantizano en las versiones veraniegas de los programas ¿Dónde estás corazón? y En Antena que recibe el nombre de En Antena Splash.
En 2010 presentó Menuda és la nit, la adaptación del conocido programa infantil y familiar Menuda noche emitido por Canal Sur Televisión. Durante el verano de ese año presentó en la televisión autonómica La 7 (Región de Murcia), el programa Es verano, ¡a jugar!.
Entre 2011 y 2013, dirige y presenta Bon Matí, el magacine matinal de la radio autonómica valenciana, Ràdio Nou.  Este mismo año pronuncia con su tío, Salvador Rovira Llorens, arqueólogo, el pregón de las Fallas de ese año.
Tras el cierre de Radiotelevisión Valenciana, entre 2013 y 2021 dirige y presenta en magacine Valencia Abierta en la emisora local 97.7 radio Y entre 2014 y 2023, Valencia Directe, un magacine de actualidad en Levante Televisión.
Desde octubre de 2023, presenta Som de casa un magazine en las tardes de À Punt, de lunes a viernes.

## Trayectoria Televisiva

### Televisión
- Tria Tres (1990) en Canal Nou.
- Olé tus vídeos (1991-1992) en Canal Nou y Telemadrid.
- Enhorabona (1993) en Canal Nou.
- Vídeos, Vídeos (1994) en Antena 3 Televisión.
- Hui en día (1995) en Canal Nou.
- Tómbola (1997-2004) en Canal Nou.
- Adivina, adivinanza (1999-2000) en Telemadrid
- Escàner (2005) en Canal Nou.
- El cafè de Ximo (2003) en Canal Nou.
- Xamba (2005) en Canal Nou.
- Unan1omus (2007) en Antena 3 Telemadrid.
- ¿Dónde estás corazón? (2007-2009, edición veraniega) en Antena 3.
- En Antena Splash (2007) en Antena 3.
- Impacto total (2007) en Antena 3.
- A 3 bandas (2008) en Antena 3.
- Si l'encerte l'endevine en Canal Nou.
- Vaya par (2009) en Antena 3.
- Menuda és la nit (2010) en Canal Nou.
- Es verano, ¡a jugar! (2010) en La 7 (Región de Murcia).
- Som de casa (2023-2024) en À Punt
- Bon dia Comunitat Valenciana (2024-2025) en À Punt
- Bona Vesprada Comunitat Valenciana (2025-presente) en À Punt